# Peramelidae
Famille
Les péramélidés (Peramelidae), plus communément appelés bandicoots, sont des marsupiaux de quelques centaines de grammes à deux kilogrammes. Ils sont digitigrades avec des membres postérieurs adaptés à la course et au saut. Le quatrième doigt est développé alors que les autres sont généralement réduits.
Au cours de la gestation, qui est courte (douze jours dans certaines espèces), il se forme un placenta chorioallantoïque, à la différence des autres marsupiaux qui présentent une placentation choriovitelline.

## Liste des genres et espèces

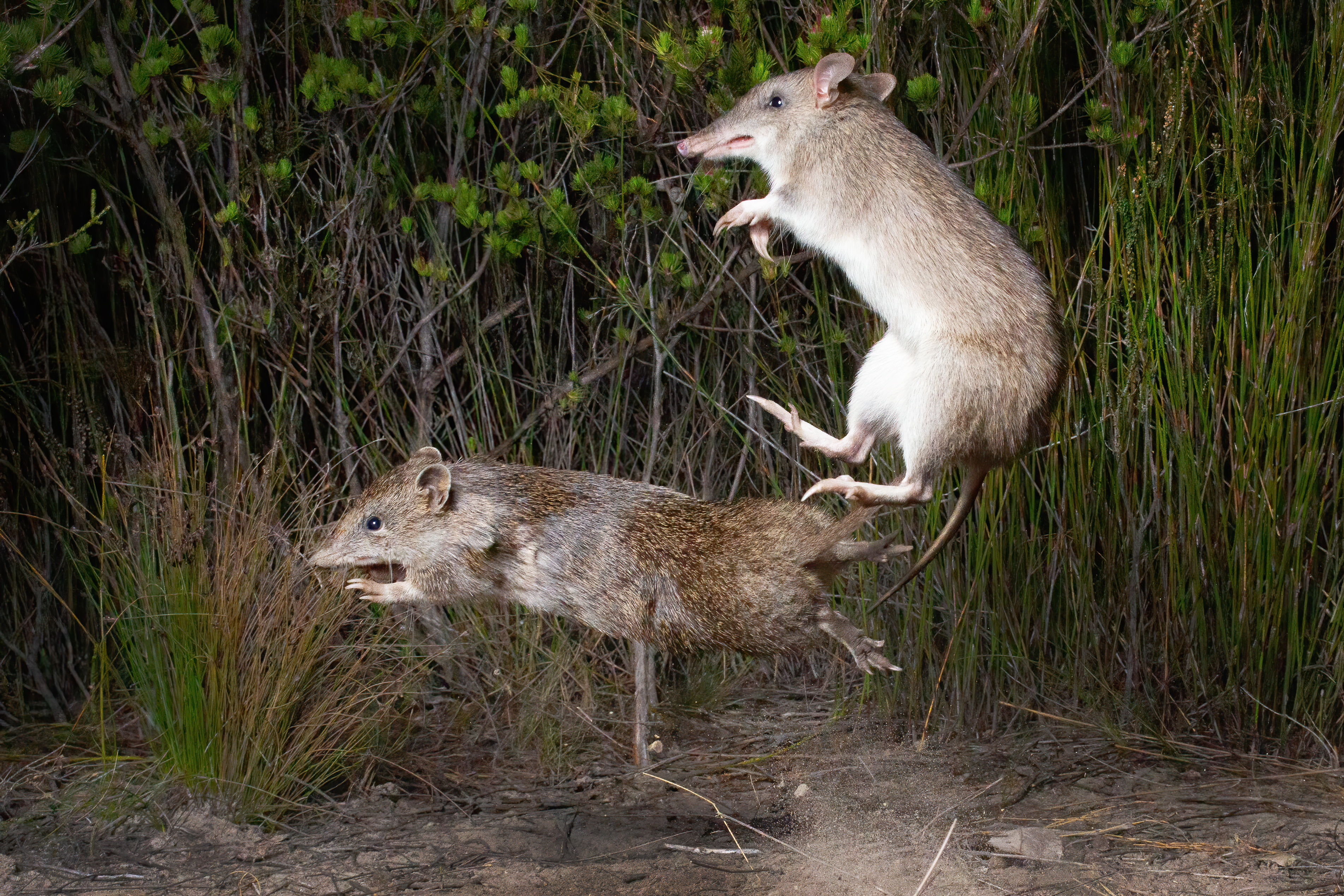
Un bandicoot brun du Sud (Isoodon obesulus) et un perameles nasuta, paramelidaes en Northern Beaches (Sydney), Australie. Novembre 2021.

Selon la troisième édition de Mammal Species of the World de 2005 :
- sous-famille Echymiperinae
  - genre Echymipera
    - Echymipera clara
    - Echymipera davidi
    - Echymipera echinista
    - Echymipera kalubu
    - Echymipera rufescens

  - genre Microperoryctes
    - Microperoryctes longicauda
    - Microperoryctes murina
    - Microperoryctes papuensis

  - genre Rhynchomeles
    - Rhynchomeles prattorum
- sous-famille Peramelinae
  - genre Isoodon — bandicoots à nez court
    - Isoodon auratus — bandicoot doré
    - Isoodon macrourus — bandicoot brun du Nord
    - Isoodon obesulus — bandicoot brun du Sud

  - genre Perameles — bandicoots à nez long
    - Perameles bougainville — bandicoot de Bougainville
    - Perameles eremiana — bandicoot du désert
    - Perameles gunnii — bandicoot rayé de l'Est
    - Perameles nasuta — péramèle nason
- sous-famille Peroryctinae
  - genre Peroryctes
    - Peroryctes broadbenti
    - Peroryctes raffrayana

- Faune de l'Australie

## Dans la culture populaire
Crash Bandicoot est un bandicoot anthropomorphe, héros de la série de jeux vidéo du même nom.